# بووگ چیتو (میسیسیپی)
بووگ چیتو (به انگلیسی: Bogue Chitto) مکانی در ایالت میسیسیپی کشور ایالات متحده آمریکا است که جمعیت آن در سرشماری سال ۲۰۱۰ میلادی، ۸۸۷
نفر بوده‌است.